# リチャード・ライト (サッカー選手)
リチャード・イアン・ライト（Richard Ian Wright, 1977年11月5日 - ）は、イングランド、イプスウィッチ出身の元サッカー選手。ポジションはゴールキーパー。

## 経歴
フィード精度が高く、足技の上手さが特徴。
1995年、イプスウィッチ・タウンFCでプロデビューし、以降5シーズンに渡って正GKとして定着。 
その後は約15年に渡ってアーセナルFCやエヴァートンFC、マンチェスター・シティFCなど数々のクラブに在籍していたが、
15-16シーズン終了後に現役引退を発表した。
イングランド代表経験もあり、2000年に行われたマルタ戦で代表デビューを果たしている。代表通算では二試合出場。

## 所属クラブ
- イプスウィッチ・タウンFC 1994-2001
- アーセナルFC 2001-2002
- エヴァートンFC 2002-2007
- ウェストハム・ユナイテッドFC 2007-2008

→  サウサンプトンFC 2008 (loan)
- イプスウィッチ・タウンFC 2008-2010
- シェフィールド・ユナイテッドFC 2010-2011
- イプスウィッチ・タウンFC 2011-2012
- プレストン・ノースエンドFC 2012
- マンチェスター・シティFC 2012-2016

## タイトル
クラブ
アーセナルFC
- プレミアリーグ 2001-02
- FAカップ 2002

マンチェスター・シティFC
- プレミアリーグ 2013-14
- フットボールリーグカップ 2013-14, 2015-16